# Diversidad sexual en Santa Elena, Ascensión y Tristán de Acuña
Los derechos de lesbianas, gays, bisexuales y transgénero (LGBT) en el territorio británico de ultramar de Santa Elena, Ascensión y Tristán de Acuña han evolucionado gradualmente a lo largo de los años. La discriminación por motivos de orientación sexual está prohibida en todo el territorio mediante la Orden Constitucional de 2009 y el matrimonio entre personas del mismo sexo es legal en las islas desde 2017.

## Legalidad de la actividad sexual entre personas del mismo sexo
La homosexualidad es legal en Santa Elena, Ascensión y Tristán de Acuña desde 2001.

## Reconocimiento de las relaciones entre personas del mismo sexo
El matrimonio entre personas del mismo sexo es legal en la Isla Ascensión desde el 1 de enero de 2017, en Tristán de Acuña desde el 4 de agosto de 2017 y desde el 20 de diciembre de 2017 en Santa Elena.

### Isla Ascensión
El 31 de mayo de 2016, el Consejo de la Isla Ascensión aprobó una ordenanza que permite el matrimonio entre personas del mismo sexo, en una votación de 5 a 0. Fue firmado por el gobernador y publicado en el Diario Oficial el 20 de junio. El 23 de diciembre de 2016, el gobernador emitió una orden para que la ley entrara en vigor el 1 de enero de 2017.

### Tristán de Acuña
El 23 de febrero de 2017, luego de consultar con el gobernador de Santa Elena, el Consejo Insular de Tristán de Acuña acordó que se aprobaría formalmente una ley para legalizar el matrimonio entre personas del mismo sexo. El 4 de agosto el gobernador firmó y publicó en el boletín oficial la Ordenanza sobre el matrimonio (Tristán de Acuña) de 2017, que amplía la aplicación de la Ordenanza sobre el matrimonio (Ascensión) de 2016 a Tristán de Acuña; entró en vigor tras su publicación.

### Santa Elena
El 27 de abril de 2016, el Consejo Ejecutivo de Santa Elena anunció una consulta pública sobre un borrador de una nueva ordenanza matrimonial que, de aprobarse, permitiría casarse a parejas del mismo sexo. La consulta duró hasta el 25 de mayo y reveló que una mayoría de los encuestados estaba a favor del matrimonio entre personas del mismo sexo. El 15 de noviembre de 2016, el Consejo Ejecutivo decidió permitir que un proyecto de ley sobre matrimonio entre personas del mismo sexo pasara al Consejo Legislativo, después de que el proyecto de ley pasara por una serie de problemas técnicos abordados por el Fiscal General.
El 12 de diciembre de 2016, después de un largo debate, el Consejo Legislativo aprobó una enmienda que eliminaba del proyecto de ley las disposiciones que permitían el matrimonio entre personas del mismo sexo, lo que llevó a que se retirara todo el proyecto.
En enero de 2017, una pareja del mismo sexo solicitó casarse en Santa Elena. El registrador estaba en el proceso de obtener asesoramiento legal sobre cómo proceder (la Ordenanza sobre el matrimonio de 1851 existente no era clara sobre el matrimonio entre personas del mismo sexo) cuando dos miembros del público presentaron advertencias (objeciones) a la notificación de matrimonio. Posteriormente, el registrador remitió la cuestión al Presidente del Tribunal Supremo de Santa Elena para que adoptara una decisión. El 23 de febrero de 2017 se celebró una audiencia preliminar en el tribunal. Las partes en el caso tuvieron hasta julio de 2017 para presentar sus argumentos.
En la reunión del Consejo Legislativo del 22 de septiembre de 2017, los miembros acordaron notificar al Consejo sus opiniones sobre el tema en una reunión posterior. Esto permitiría debatir otra ordenanza sobre el matrimonio entre personas del mismo sexo antes de fin de año y evitaría una audiencia completa en la Corte Suprema de Santa Elena sobre el tema, que se esperaba para enero de 2018.
El 6 de octubre de 2017, el Consejo Legislativo decidió realizar una serie de consultas públicas sobre el proyecto de ley a lo largo del mes. El 4 de diciembre, el Comité de Desarrollo Social y Comunitario, que llevó a cabo las consultas, recomendó al Consejo Ejecutivo aprobar el proyecto de ordenanza con una enmienda técnica menor, lo que fue realizado por el Consejo Ejecutivo al día siguiente. El 19 de diciembre, después de un intento fallido de eliminar la parte de la legislación sobre el matrimonio entre personas del mismo sexo, la ordenanza fue aprobada por el Consejo Legislativo por 9 votos a 2. Posteriormente fue firmada por el Gobernador de Santa Elena, convirtiéndose en la Ordenanza sobre el matrimonio de 2017, y entró en vigor tras su publicación el 20 de diciembre de 2017.
El primer matrimonio entre personas del mismo sexo en Santa Elena tuvo lugar el 31 de diciembre de 2018.

## Protecciones contra la discriminación
La Orden constitucional de Santa Elena, Ascensión y Tristán de Acuña de 2009 prohíbe la discriminación basada en la orientación sexual. El artículo 21 dice:

[L]a expresión "discriminatorio" significa otorgar un trato diferente a diferentes personas por cualquier motivo, como sexo, orientación sexual, raza, color, idioma, religión, opinión política o de otra índole, origen nacional o social, asociación con una minoría nacional, propiedad , edad, discapacidad, nacimiento u otra condición.

La Comisión de Igualdad y Derechos Humanos está encargada de monitorear las leyes de derechos humanos en Santa Elena, promover la "comprensión de la importancia de la igualdad" y trabajar para la eliminación de la discriminación ilegal. La Comisión también podrá realizar indagaciones e investigaciones sobre personas sospechosas de haber cometido un acto ilícito. Esto incluye si una persona ha sido discriminada ilegalmente por motivos de orientación sexual o "reasignación de género". Según la Ordenanza de la Comisión para la Igualdad y los Derechos Humanos de 2015, la orientación sexual se define como "la orientación sexual de una persona hacia: (a) personas del mismo sexo; (b) personas del sexo opuesto; o (c) personas de cualquier sexo". . La reasignación de género se define como "un proceso intencionado, actual o pasado (o parte de dicho proceso) con el fin de reasignar el sexo de una persona cambiando los atributos fisiológicos u otros atributos del sexo o el estado mental mediante el cual una persona se identifica psicológicamente con un género". inconsistentes o no asociados culturalmente con el sexo asignado al nacer".

## Adopción y paternidad
Según la Ordenanza sobre el Bienestar de los Niños de Santa Elena de 2010 (que se aplica a Santa Elena y Tristán de Acuña) y la Ordenanza sobre el Bienestar de los Niños de la Isla Ascensión de 2011 (que se aplica a la Isla Ascensión), solo las parejas casadas pueden adoptar. Las parejas del mismo sexo pueden casarse en el territorio, por lo que también tienen derecho a adoptar. Las agencias locales, en el caso de una adopción, siguen la letra de la ley teniendo en cuenta el interés superior y las opiniones del niño.
Según un informe del gobierno del Reino Unido de 2006, no ha habido adopciones en Santa Elena ni en la Isla Ascensión durante muchos años.